# Ferdinand Wagner (Maler, 1847)

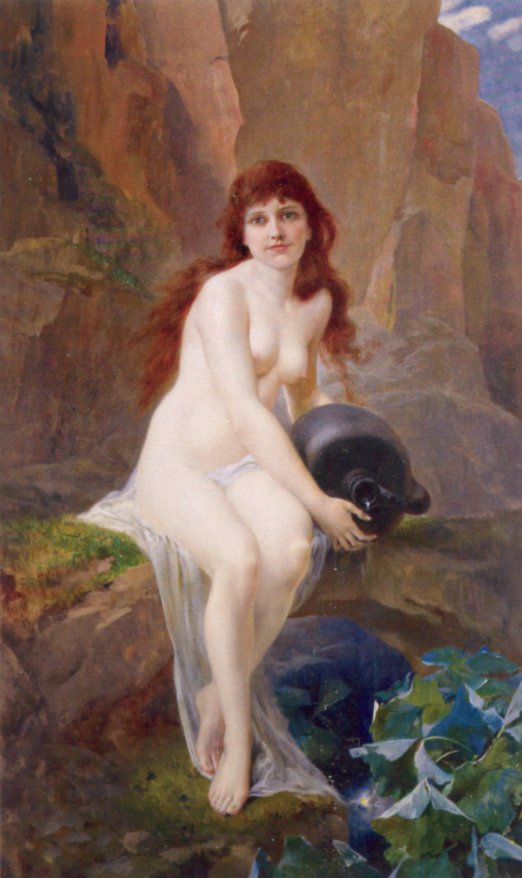
An der Quelle
(Öl auf Leinwand, 150 × 92 cm)

Ferdinand Wagner (* 27. Januar 1847 in Passau; † 30. Dezember 1927 in München) war ein deutscher Maler.

## Leben

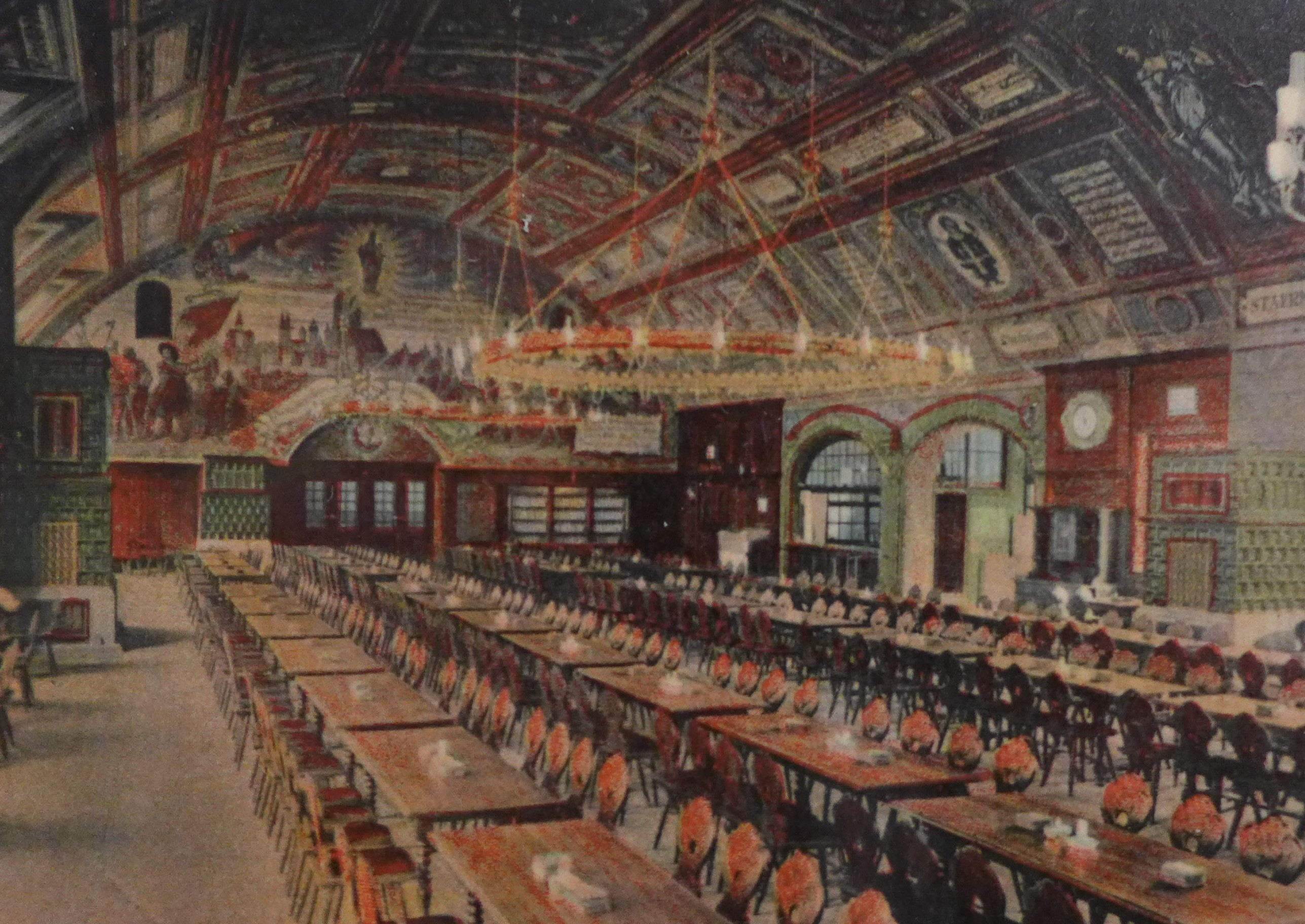
Hofbräuhaus am Platzl, Historische Ansicht des großen Saales des Hofbräuhauses auf einer Postkarte; an der Wandfläche das Gemälde „Patrona Bavariae“ von Ferdinand Wagner

Wagner war ein Sohn des als Zeichenlehrer an der Gewerbeschule Passau wirkenden Ferdinand Wagner senior, der nicht mit dem Schwabmünchener Kunstmaler Ferdinand Wagner verwechselt werden darf. Er erhielt seine erste Ausbildung bei seinem Vater, anschließend in München, gefolgt von einem Italienaufenthalt 1867/68.
Nach seiner Rückkehr nach Deutschland erregte er Aufmerksamkeit mit der Ausmalung der ehemaligen Weinstube zum Tenormayer in München, in der Folge erhielt er zahlreiche Aufträge als Dekorationsmaler. Wagner erwarb 1889 die bisher als Kaserne gewidmete Veste Niederhaus, verkaufte diese 1907 an den Kunstmaler Eduard Stroblberger, nachdem er sich im Zuge der Planungen zum Bau der Luitpoldbrücke mit den Kommunalpolitikern zerstritten hatte. Wagner zog nach München, wo er 1927 80-jährig verstarb. Wagners Leichnam wurde nach Passau überführt und im Hochfriedhof bestattet.
Von Wagners Werken fanden die Wand- und Deckengemälde im Münchner Ratskeller besondere Beachtung und im Deutschen Theater, die Ausschmückung des Speisezimmers in der Drachenburg bei Königswinter am Rhein, die Dekoration der Cafés Roth und Luitpold in München und des Restaurants Tivoli in London. Dazu fertigte er 1890/91 zahlreiche Dekorationen für das Dampfschiff Fürst Bismarck an. In Passau schuf er die beiden Staatsbilder im Großen Rathaussaal und malte die Rathaussäle sowie von 1886 bis 1890 den Ratskeller aus. Ab 1892 war er mit Folgeaufträgen bis 1916 mit der Ausmalung von Schloss Ratibor bei Roth beschäftigt, wo er 1894 das Hauptbild „Thriumph der Aphrodite“ malte. Andere noch erhaltene Werke sind die Fassadenmalereien am Rathaus von Schwyz  (1891), das Deckengemälde im Neuen Großen Festsaal von Schloss Bückeburg (1895), die Dekoration des Großen Saales im Münchner Hofbräuhaus (1897) sowie Darstellungen im Turmsaal des Neuen Rathauses zu Hamburg (1899).
Ferdinand Wagner wurde in Passau mit zahlreichen Ehrungen bedacht. So wurde ihm 1887 die Ehrenbürgerschaft verliehen, des Weiteren wurden die Ferdinand-Wagner-Straße und der von ihm ausgemalte Ferdinand-Wagner-Saal im Ratskeller nach ihm benannt.

## Werke

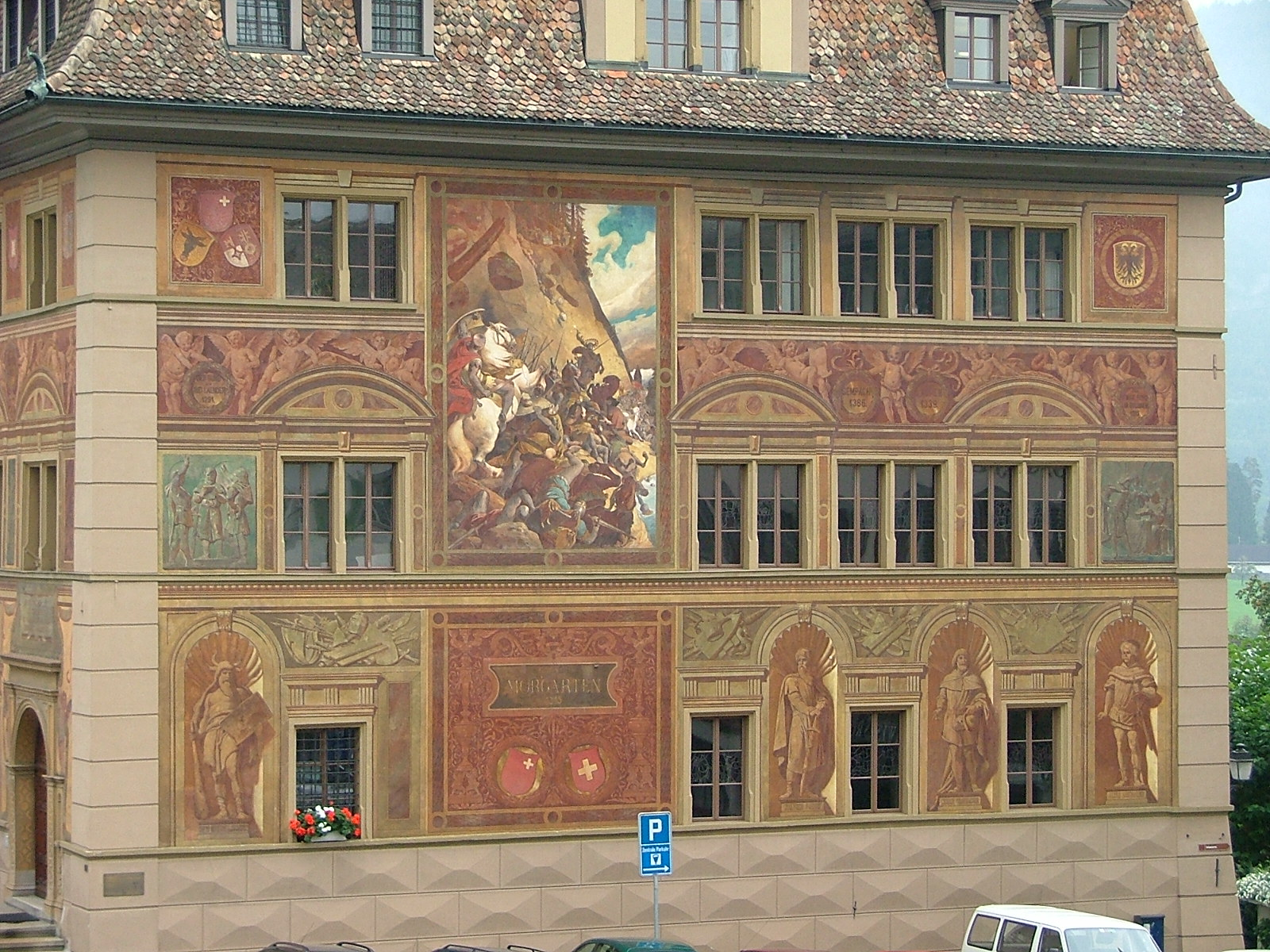
Das Rathaus von Schwyz mit Fassadenmalerei
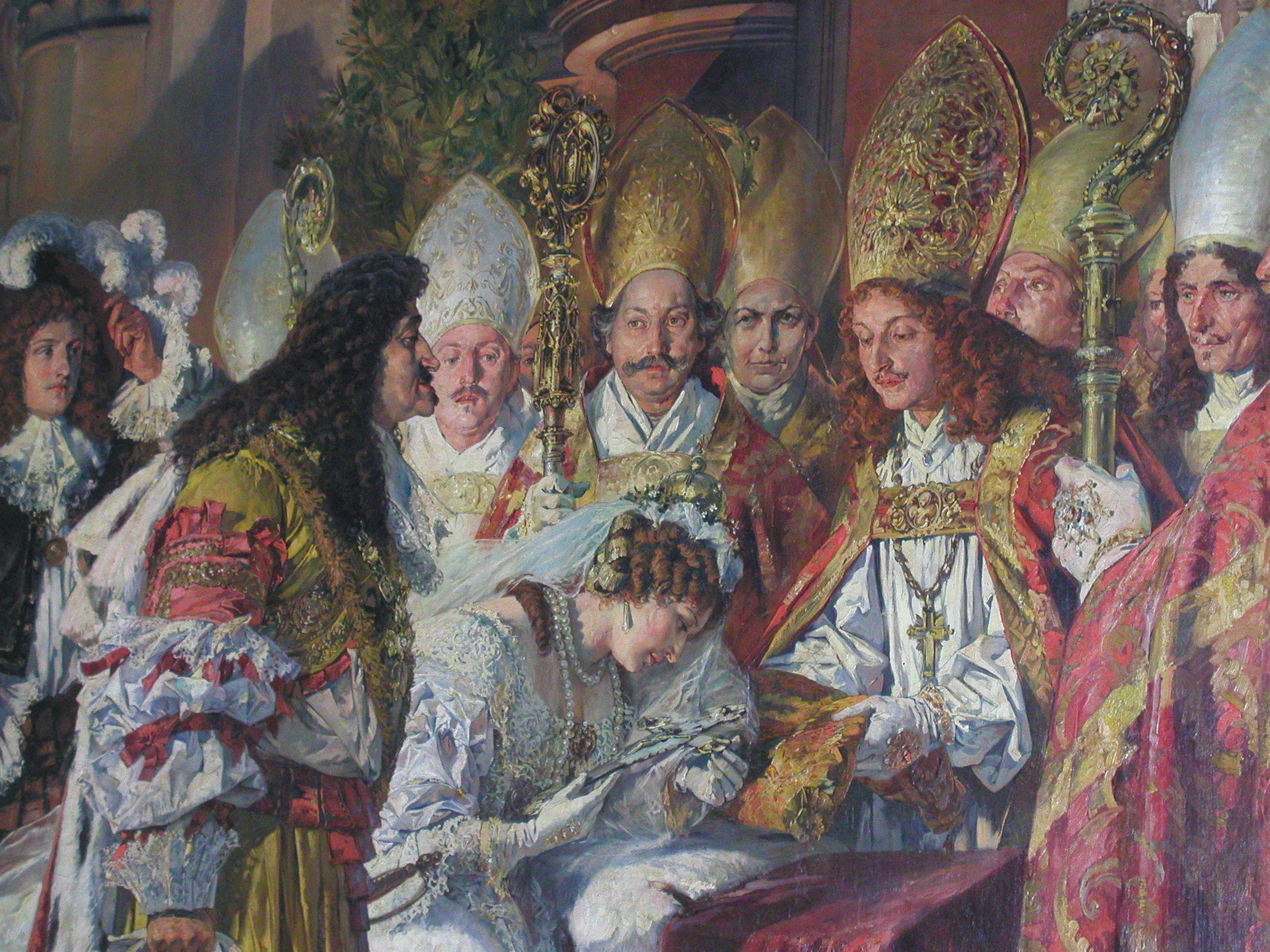
Die Hochzeit Kaiser Leopolds (Rathaussaal Passau)
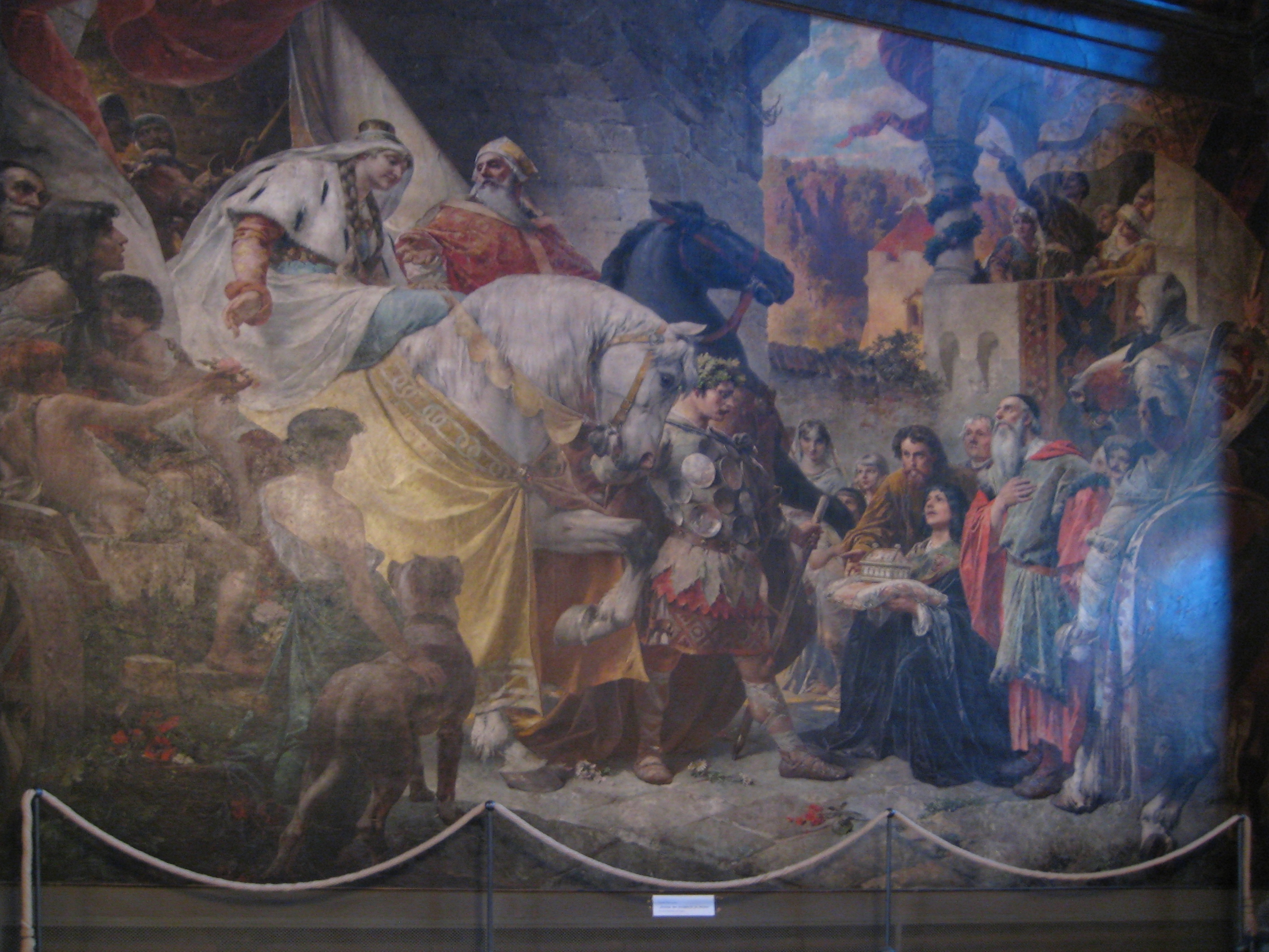
Einzug der Kriemhild (Rathaussaal Passau)
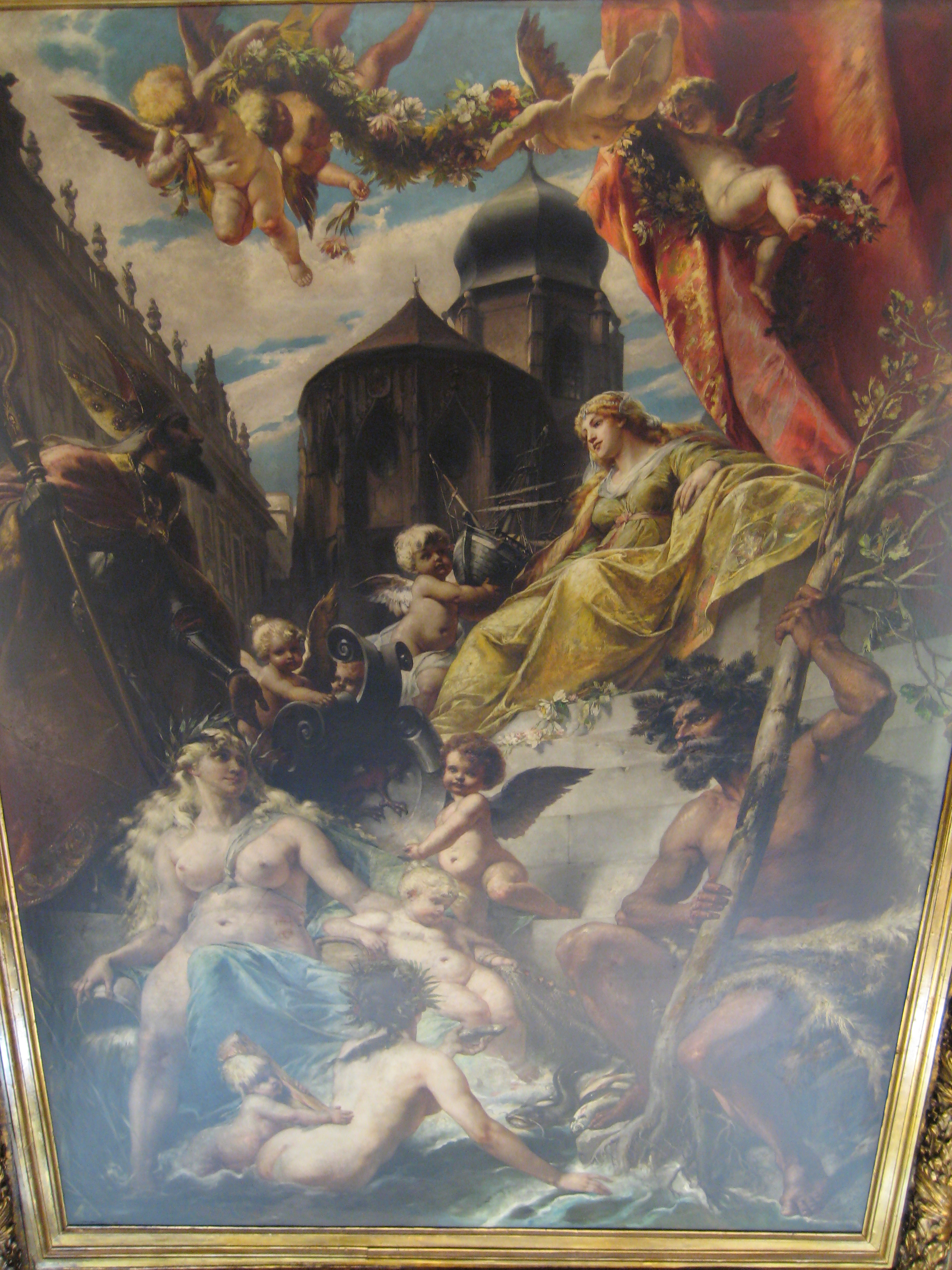
Deckenbild im kleinen Rathaussal Passau
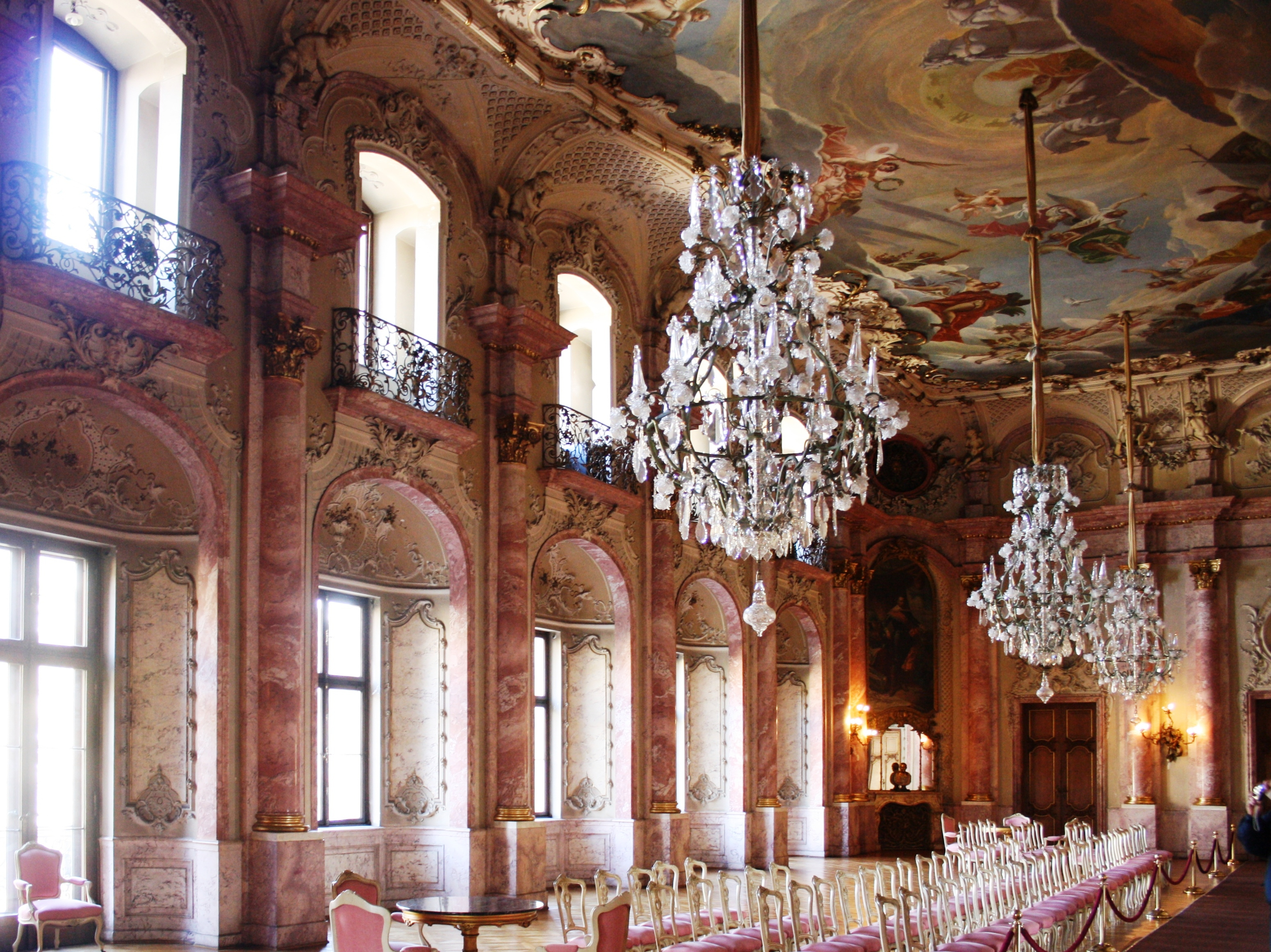
Der Festsaal von Schloss Bückeburg
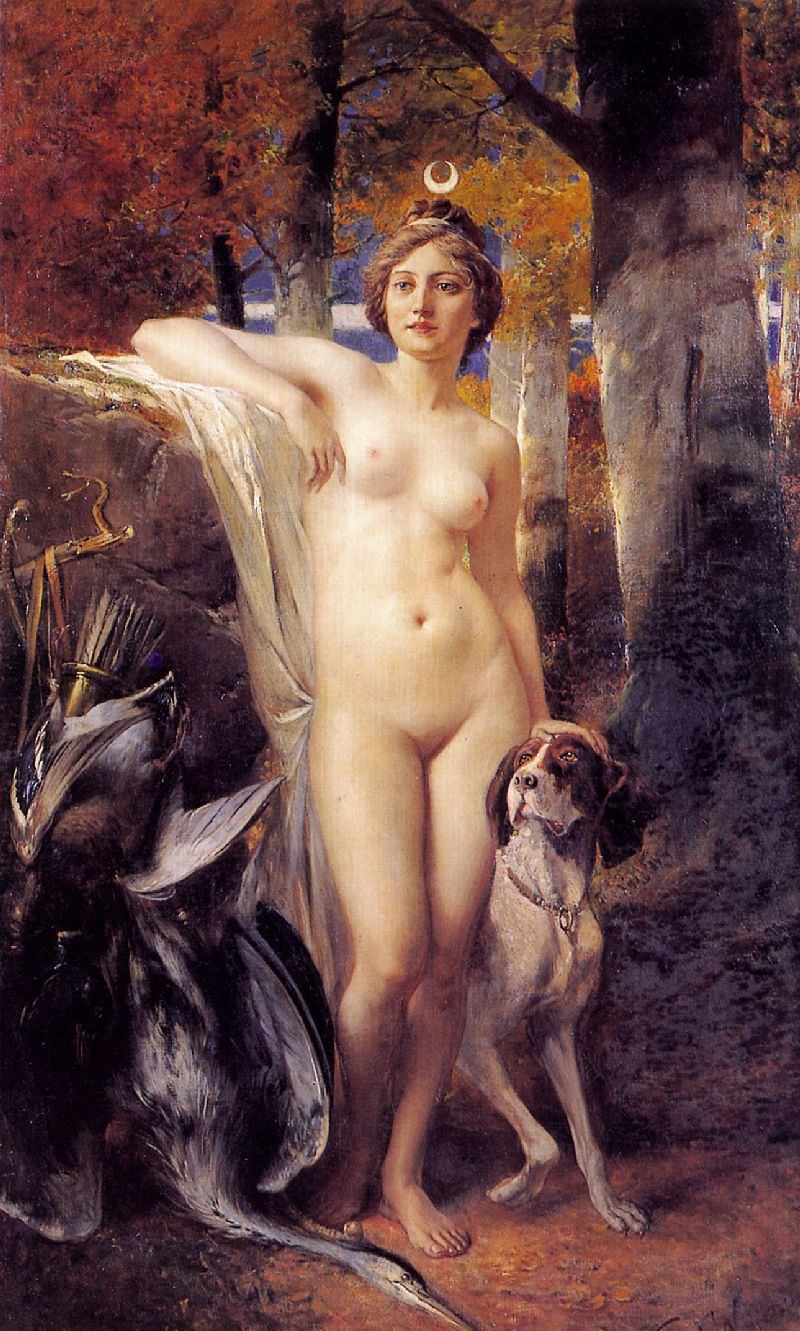
Diana (1904)